# Einkommensverteilung in Portugal
Die Einkommensverteilung in Portugal betrachtet die personelle Verteilung der Einkommen in Portugal. Die personelle Einkommensverteilung betrachtet, wie die Einkommen einer Volkswirtschaft auf einzelne Personen oder Gruppen (z. B. Privathaushalte) verteilt sind.
Der Gini-Index betrug im Jahr 2017 in Portugal 33,5 %. Portugal lag damit im internationalen Vergleich mit den Staaten der Europäischen Union auf dem fünftletzten Platz. Das bedeutet, dass die verfügbaren Äquivalenzeinkommen in Portugal sehr ungleich verteilt waren. Die Einkommensungleichheit, gemessen am Gini-Index, hat in Portugal jedoch in den vergangenen Jahrzehnten tendenziell abgenommen. Allerdings flacht der Rückgang der Ungleichheit seit 2010 in Portugal wiederum ab, was als Folgewirkung der Eurokrise interpretiert werden kann.

## Verteilungsindikatoren – Methoden zur Darstellung
Um die Einkommensverteilung in einem Land zu messen, werden verschiedene Indikatoren und Methoden benutzt. Die personelle Verteilung von Einkommen wird von Eurostat auf Basis der verfügbaren Äquivalenzeinkommen gemessen, welche das verfügbare Einkommen der Mitglieder eines Haushalts auf Personenebene wiedergeben. Zudem werden für den internationalen Vergleich der Gini-Koeffizient und für den Vergleich der Ungleichheit zwischen den Metropolregionen innerhalb Portugals Daten der OECD verwendet.

Nominelle und reales Durchschnitts- und Medianeinkommen für Portugal nach Eurostat (2004–2017)

### Durchschnitts- und Medianeinkommen
Das durchschnittliche jährliche Äquivalenzeinkommen lag in Portugal im Jahr 2017 bei 10.863 Euro, das Medianeinkommen wiederum belief sich auf 9.071 Euro. Im Zeitablauf ist zu sehen, dass sowohl das Durchschnittseinkommen, als auch das Medianeinkommen in den Jahren seit 2004 nominell (Bewertung zu aktuellen Werten) gestiegen sind. Weiter sind die Einkommen in den Jahren 2010–2014, in den Jahren der tiefen Wirtschaftskrise der südlichen EU-Mitgliedsländer, von der auch Portugal betroffen war, gesunken. Über den betrachteten Gesamtzeitraum zwischen 2004 und 2017 ist das Durchschnittseinkommen um etwa 22 % und das Medianeinkommen um etwa 31 % gestiegen. Für denselben Zeitraum beträgt die gemessene Preissteigerung etwa 22 %.
Der bereinigte (um den HVPI inflationsbereinigte) und nominale Mittelwert der Einkommen in Portugal stiegen von 2004 bis 2011 stetig an. Von 2010 bis 2014 lässt sich ein Abwärtstrend, wahrscheinlich verursacht durch die Wirtschaftskrise, erkennen. Seit 2014 steigen die Werte erneut an.
Das Medianeinkommen (real und nominal) der spanischen Bevölkerung zeigte von 2004 bis 2010 ebenfalls einen positiven Verlauf. Von 2010 bis 2013 sank das Medianeinkommen. Seit 2013 lässt sich erneut eine positive Entwicklung erkennen.

Entwicklung des Gini-Koeffizienten nach EU-SILC in Portugal, sowie des EU-27 Durchschnitt und seiner Nachbarländer Frankreich und Spanien (2004–2017)

### Gini-Koeffizient
Portugal wies Anfang der 2000er Jahre einen der höchsten Gini-Index Werte im europäischen Vergleich auf. Bis zum Jahre 2010 reduzierte sich dieser Wert aber auf dasselbe Niveau wie jener von anderen südlichen EU-Mitgliedsstaaten. Der Gini-Index für Portugal sank von 37,8 % im Jahr 2004 auf 33,7 % im Jahr 2010. In den Jahren 2010 bis 2014 stieg der Gini-Koeffizient wiederum leicht an. Während Länder wie Spanien einen stetigen Anstieg des Gini-Koeffizienten seit 2010 aufweisen, hat sich die im Gini gemessene Ungleichheit in Portugal wiederum verringert, speziell ab dem Jahr 2014. Von 2014 bis 2017 reduzierte sich der Koeffizient schlussendlich auf 33,5 %. (siehe auch Einkommensverteilung in Spanien, Einkommensverteilung in Frankreich).
Betrachtet man nun die OECD Daten für die Einkommensverteilung innerhalb Portugals hat die Umverteilung von staatlichen Maßnahmen, wie Steuern und Transferleistungen, eine bedeutende Rolle beim Abbau von Ungleichheit gespielt. Während der Gini-Koeffizient in Portugal für die Äquivalenzeinkommen vor Steuern im Jahr 2016 bei 53,2 % lag, reduzierte sich dieser Wert für die Einkommen nach Steuern und Transfers auf 33,9 %. Beide Gini-Werte, sowohl vor als auch nach Steuern und Transfers, liegen dennoch über dem Durchschnitt der EU-27 Mitglieder.

### Einkommensquintilverhältnis (S80/S20)

Entwicklung des Gini-Koeffizienten des Verfügbaren Einkommens vor und nach Steuern und Transfers laut OECD Daten in Spanien, Frankreich und Portugal, sowie des EU-27 Durchschnitts (2004–2017)

Entwicklung des S80/S20 Einkommensquintilverhältnisses in Portugal und dem EU-27 Durchschnitt (2004–2017)

Das S80/20-Einkommensquintilverhältnis, gibt das Verhältnis des Gesamteinkommensanteils der 20 % der Bevölkerung mit dem höchsten Einkommen zu jenem Anteil der 20 % der Bevölkerung mit dem niedrigsten Einkommen an. Dieses Verhältnis liegt für das Jahr 2017 bei 5,7 d. h. die 20 % der Bevölkerung mit den höchsten Einkommen haben ein rund 6-mal höheres Einkommen als jene 20 % der Bevölkerung mit den niedrigsten Einkommen. Die Tendenz für dieses Verteilungsmaß ist jedoch fallend, im Jahr 2004 lag der Wert noch bei 7,0. In den vergangenen zehn Jahren lag das Einkommensquintilverhältnis Portugals jedoch stets deutlich über dem (gewichteten) EU-Durchschnitt und weist damit eine höhere Einkommensungleichheit als der EU-Durchschnitt auf.

### Top 10%-Einkommensanteil
Dieser Indikator beschreibt den Anteil der 10 % der Bevölkerung mit dem höchsten Einkommen am gesamten nationalen Äquivalenzeinkommen. In Portugal im Jahr 2017 erhielten die 10 % der Bevölkerung mit dem höchsten Einkommen 26,1 % des gesamten nationalen Äquivalenzeinkommens. Im gewichteten EU-Durchschnitt lag dieser Anteil im Jahr 2017 bei 23,8 %. Das bedeutet, dass die Top 10 % der Einkommensbezieher in Portugal relativ mehr haben, als im EU-27 Durchschnitt und die Einkommen somit ungleicher verteilt sind.
Unter Berücksichtigung der oben angeführten Verteilungsmaße lassen sich zwei klare Verläufe feststellen: Einerseits tendieren die Einkommen in Portugal seit dem Jahr 2004 dazu gleicher verteilt zu werden. Andererseits spiegeln sich die Krisenjahre 2010 bis 2014 und die damit einhergehende Austeritätspolitik in den Indikatoren wider.

Entwicklung des Top 10 % Anteils am Gesamteinkommens in Portugal und des EU-27 Durchschnitt (2007–2017)

### Armutsgefährdungsquote in Portugal
Die Armutsgefährdungsquote beschreibt, welcher Anteil der Bevölkerung ein Einkommen unter 60 % des nationalen Medianeinkommens bezieht. In Portugal lag diese Quote für das Jahr 2017 bei 18,3 %. Im Vergleich zu anderen Ländern der EU schnitt Portugal mit einem Platz im hinteren Drittel relativ schlecht ab.
Die Armutsgefährdungsquote vor Transferleistungen lag 2017 wiederum bei 23,6 %. Durch Sozialtransfers kann der portugiesische Sozialstaat die Armutsgefährdung um circa 22,5 % reduzieren. Die Reduktion weist jedoch bei einer Sozialstaatsausgabenquote Portugals nahe dem EU-Durchschnitt einen relativ geringen Wert auf. Die durchschnittliche Reduktion im EU-Vergleich liegt nämlich bei etwa 30 %.
Ursachen für die relativ hohen Armutsquoten sind unter anderem nicht effizient eingesetzte Sozialtransfers. Die Ausgaben für Altersversorgung und Gesundheit, welche mit zunehmendem Alter auch ansteigen, sind überdurchschnittlich hoch im EU-Vergleich. Die Ausgaben für Kinder, Familien und Förderung sozialer Inklusion fallen hingegen niedrig aus.
Zudem spielt Bildung dahingehend eine wichtige Rolle, dass ein höheres Bildungsniveau zu höheren Einkommen führt und dies wiederum ein Faktor zur Verringerung von Armut darstellt. Im Jahr 2017 weisen 52 % der arbeitenden Bevölkerung Portugals zwischen 25 und 64 ein geringeres Bildungsniveau als Sekundärstufe II auf. Portugal belegt somit den letzten Platz im OECD-Vergleich. Der OECD-Durchschnitt liegt deutlich niedriger bei 21 %. Auch in Bezug auf den Anteil der Personen mit tertiärer Bildung belegt Portugal einen der letzten Plätze.
| Jahr | Durchschnittseinkommen | Medianeinkommen | Gini-Koeffizient | S80/20-Ratio | Top 10 % |
| ---- | ---------------------- | --------------- | ---------------- | ------------ | -------- |
| 2004 | 08.871 €               | 6.921 €         | 0,378            | 7,0          | 29,4 %   |
| 2005 | 09.396 €               | 7.200 €         | 0,381            | 7,0          | 30,3 %   |
| 2006 | 09.554 €               | 7.311 €         | 0,377            | 6,7          | 30,0 %   |
| 2007 | 09.932 €               | 7.576 €         | 0,368            | 6,5          | 28,7 %   |
| 2008 | 10.274 €               | 8.152 €         | 0,358            | 6,1          | 28,1 %   |
| 2009 | 10.393 €               | 8.267 €         | 0,354            | 6,0          | 28,0 %   |
| 2010 | 10.546 €               | 8.678 €         | 0,337            | 5,6          | 26,6 %   |
| 2011 | 10.410 €               | 8.410 €         | 0,342            | 5,7          | 27,2 %   |
| 2012 | 10.228 €               | 8.323 €         | 0,345            | 5,8          | 27,2 %   |
| 2013 | 09.899 €               | 8.177 €         | 0,342            | 6,0          | 26,4 %   |
| 2014 | 09.856 €               | 8.229 €         | 0,345            | 6,2          | 26,3 %   |
| 2015 | 09.996 €               | 8.435 €         | 0,340            | 6,0          | 26,1 %   |
| 2016 | 10.562 €               | 8.782 €         | 0,339            | 5,9          | 25,9 %   |
| 2017 | 10.863 €               | 9.071 €         | 0,335            | 5,7          | 26,1 %   |

## Regionale Ungleichheit

Verfügbares Haushaltseinkommen in Portugal nach NUTS2 Regionen im Jahr 2016, Quelle: Eurostat

Die regionale Ungleichheit betrachtet die Verteilung von Einkommen bzw. Vermögen in den verschiedenen Regionen innerhalb eines Landes. Im Norden und im Zentrum Portugals befinden sich die NUTS2 Regionen mit den niedrigsten verfügbaren Einkommen (11.600–12.460 Euro). Städte, wie zum Beispiel Porto oder Coimbra, sind davon betroffen. Die höchsten verfügbaren Einkommen (15.040–15.900 Euro) verzeichnen die Regionen rund um Lissabon. Die Regionen Alentejo und Algarve im Süden Portugals verfügen über ein durchschnittlich Haushaltseinkommen zwischen 12.460 und 13.320 Euro beziehungsweise 14.180 und 15.040 Euro. Die Azoren und Madeira (auf der beigefügten Karte jedoch nicht sichtbar) liegen westlich vom Festland und haben ein verfügbares Haushaltseinkommen zwischen 13.320 und 14.180 Euro.
| Stadt                       | Anteil an der Gesamtbevölkerung (%) | BIP pro Kopf, real ($ in KKP) | BIP/Kopf in Relation zu nationalem BIP/Kopf (%) |
| --------------------------- | ----------------------------------- | ----------------------------- | ----------------------------------------------- |
| Coimbra                     | 2,6                                 | 24.548                        | 92                                              |
| Lissabon                    | 27,1                                | 34.782                        | 130,4                                           |
| Porto                       | 12,3                                | 24.819                        | 93                                              |
| Quelle: OECD, CITIES (2015) |                                     |                               |                                                 |

Die Daten der Tabelle beziehen sich auf das Jahr 2015 und zeigen das Bruttoinlandsprodukt pro Kopf in Coimbra, Lissabon und Porto. Es ist leicht ersichtlich, dass Lissabon das höchste BIP/Kopf sowohl in absoluten Werten, als auch in relativen Werten im Vergleich zum nationalen BIP/Kopf aufweist. Generell lässt sich sagen, dass Lissabon ein überdurchschnittlich hohes BIP/Kopf aufweist: es ist um 30 %-Punkte höher, als das durchschnittliche BIP/Kopf eines Portugiesen. Coimbra und Lissabon haben zudem in absoluten als auch in relativen Werten eine ähnlich hohe Wirtschaftsleistung.

## Geschlechterungleichheit

### Einkommensquintilverhältnis (S80/S20) nach Geschlecht

Entwicklung der Einkommensquintilverhältnisse in Portugal aufgeschlüsselt nach Geschlecht nach EU-SILC (2004–2017)

Das Einkommensquintilverhältnis gibt das Verhältnis des Gesamteinkommens von den 20 % der Männer bzw. Frauen mit dem höchsten Einkommen (oberstes Quintil) zum Gesamteinkommen der 20 % der Männer bzw. Frauen mit dem niedrigsten Einkommen (unterstes Quintil) an. Im Zeitverlauf sieht man, dass die Unterschiede zwischen den Quintilsverhältnissen in Portugal kaum erkennbar sind, jedoch der Rang der beiden Verhältnisse sich 2008/09 umgekehrt hat, wodurch nun bei Männern eine höhere Ungleichheit festzustellen ist.

### Gender-Pay-Gap in Portugal
Die Entwicklung des Gender-Pay-Gap in Portugal anhand der EU-SILC Daten für den privaten Sektor zeigt im Gegensatz zum EU-27-Schnitt einen stark positiven Trend, wobei der portugiesische GPG wesentlich unter dem EU-27-Durchschnitt startet. 2017 liegt der GPG bei 15,8 %, was ungefähr auch dem EU-27 Schnitt entspricht.

Entwicklung des Gender-Pay-Gap im Privaten Sektor nach EU-SILC (2007–2017)

## Hintergründe
Portugal ist eines jener Länder der EU, das hohe Einkommensverteilungsunterschiede und Armutsquoten aufweist. Aufgrund der sinkenden Arbeitslosenquote und dem dadurch ausgelösten Anstieg der Haushaltseinkommen, haben sich die Werte der Verteilungsindikatoren jedoch stark verbessert. Auch fiskalische Reformen, die höhere progressive Steuersätze zur Folge hatten, haben dafür gesorgt, dass die Einkommen gleicher verteilt werden. Außerdem tragen staatliche Transferleistungen zu einer steigenden Gleichverteilung bei. Vor allem Transfers, die nicht Pensionen betreffen, weisen einen positiven Einfluss auf.